# Премія Гамші
Премія Гамші (англ. Gumshoe Awards) — американська премія за популярні літературні твори кримінальної літератури, в тому числі, детективного жанру. Нагороду щорічно вручав упродовж 2002—2008 років американський інтернет-журнал «Mystery Ink» за визнання найкращих досягнень кримінальної літератури. Номіновані книги були обрані з тих, що вперше опубліковані в США англійською мовою або з англійським перекладом. Вручалася у 6 номінаціях.

## Найкращий роман
- 2002 — Pursuit (Погоня), Thomas Perry[en] (Томас Перрі);
- 2003 — Hell to Pay (Пекло, щоб заплатити), George Pelecanos[en] (Джордж Пелеканос);
- 2004 — Blood is the Sky (Кров у небі), Steve Hamilton[en] (Стів Гамільтон);
- 2005 — Hard, Hard City (Жорстке, важке місто), Jim Fusilli (Джим Фузіллі);
- 2006 — To the Power of the Three (До сили трьох), Лаура Ліппман (Laura Lippman);
- 2007 — All Mortal Flesh (Уся смертна плоть), Julia Spencer-Fleming[en] (Джулія Спенсер-Флемінг);
- 2008 — The Tin Roof Blowdown (Олов'яний дах є дірявим), Джеймс Лі Берк (James Lee Burke).

## Найкращий трилер
- 2005 — Rain Storm (Штормовий дощ), Barry Eisler[en] (Баррі Айслер);
- 2006 — Company Man (Співробітник компанії), Joseph Finder[en] (Джозеф Файндер);
- 2007 — Prayers for the Assassin[en] (Молитви за вбивцю), Robert Ferrigno[en] (Роберт Ферріньо);
- 2008 — The Watchman[en] (Сторож), Роберт Крейс (Robert Crais).

## Найкращий європейський кримінальний роман
- 2005 — The Return of the Dancing Master (швед. Danslärarens återkomst; Повернення танцмейстера), Геннінг Манкелль (швед. Henning Georg Mankell);
- 2006 — The Vanished Hands (Зниклі руки), Robert Wilson[en] (Роберт Вілсон);
- 2007 — When the Devil Holds the Candle (Коли диявол тримає свічку), Карін Фоссум (Karin Fossum).

## Найкращий перший роман
- 2002 — Open Season (Відкритий сезон), C. J. Box[en] (Ч. Дж. Бокс)
- 2003 — The Distance (Відстань), Eddie Muller[en] (Едді Мюллер)
- 2004 — Monkeewrench[en] (Гайковий ключ), P. J. Tracy[en] (П. Дж. Трейсі)
- 2005 — Misdemeanor Man (Злодюжка), Dylan Schaffer (Ділан Шаффер)
- 2006 — The Baby Game (Гра малюків), Randall Hicks[en] (Рендалл Гікс)
- 2007 — The King of Lies (Король брехні), John Hart[en] (Джон Гарт)
- 2008 — Big City, Bad Blood (Велике місто, погана кров), Sean Chercover (Шон Черковер)

## Досягнення всього життя
- 2002 — Росс Томас (Ross Thomas)
- 2003 — Дік Френсіс (Dick Francis)
- 2004 — Рут Ренделл (Ruth Rendell)
- 2005 — Лоуренс Блок (Lawrence Block)
- 2006 — Еван Гантер як Ед Макбейн (Evan Hunter)
- 2007 — Роберт Паркер (Robert B. Parker)
- 2008 — Дональд Вестлейк (Donald E. Westlake)

## Найкращий кримінальний вебсайт
- 2002 — Лі Чайлд, офіційний сайт Лі Чайлда і Джека Річера
- 2003 — Майкл Коннеллі, офіційний його сайт
- 2004 — Sarah Weinman. Confessions of Idiosyncratic Mind
- 2005 — January Magazine's Crime Fiction Section
- 2006 — CrimeSpot.net (Graham Powell)
- 2007 — Demolition Magazine
- 2008 — The Thrilling Detective Web Site